# Impatiens trichocarpa
Impatiens trichocarpa är en balsaminväxtart som beskrevs av Joseph Dalton Hooker. Impatiens trichocarpa ingår i släktet balsaminer, och familjen balsaminväxter. Inga underarter finns listade i Catalogue of Life.